# Stenopsyche apiguna
Stenopsyche apiguna är en nattsländeart som beskrevs av Schmid 1969. Stenopsyche apiguna ingår i släktet Stenopsyche och familjen Stenopsychidae. Inga underarter finns listade i Catalogue of Life.